# Экоку, Эфан
Эфангву Гозьем (Эфан) Экоку (англ. Efangwu Goziem "Efan" Ekoku; род. 8 июня 1967, Манчестер, Ланкашир[…]) — нигерийский футболист, нападающий, завершивший карьеру. Ранее играл за английские клубы, а также за «Грассхоппер» и «Дублин Сити». Участник Чемпионата мира 1994 года.

## Карьера
Начал профессиональную карьеру в «Борнмуте», вылетевшим в Третий дивизион Футбольной лиги, под руководством Гарри Реднаппа. Дебютировал в Футбольной лиге Англии в сезоне 1990/91, провёл 20 матчей и забил три мяча. В следующем сезоне отличился 11 раз в 28 играх.
26 марта 1993 года перешёл в «Норвич» за 500 тысяч фунтов, когда команда боролась за титул под руководством Майка Уолкера. Забил три мяча в десяти матчах. Команда уступила чемпионство «Манчестер Юнайтед», однако третье место гарантировало участие в Кубке УЕФА.
Экоку стал автором первого гола «Норвича» в еврокубках в истории в матче против «Витесса» 15 сентября 1993 года. Десять дней спустя он оформил покер в игре против «Эвертона» на «Гудисон парк». Команда добилась победы со счётом 5-1, а Экоку стал первым футболистом, забившим более трёх мячей в истории Премьер-лиги. Всего же за сезон он отличился 12 раз в 27 играх.
14 октября 1994 года перешёл в «Уимблдон», где должен был стать заменой Джону Фашану в качестве партнёра по атаке Дина Холдсворта. В первом сезоне стал лучшим бомбардиром команды, забив девять мячей, а «Уимблдон» был признан одним из самых неудобных соперников лиги.
В сезоне 1995/96 забил семь мячей и был участником захватывающей гонки 1996/97, где его команда стала восьмой и достигла полуфиналов обоих кубков, а Экоку вновь был лидером по забитым мячам: на его счету оказалось 11 голов.
Следующие два сезона были менее успешными, и 27 августа 1999 года Экоку приобрёл «Грассхоппер». Ранее у футболиста были предложения от «Эвертона», «Лестера», «Ноттингем Форест» и «Саутгемптона», но «Уимблдон» его не отпустил.
Первый сезон в Швейцарии был довольно успешным: Экоку отличился 16 раз в 21 матче, хотя команда не добилась существенных успехов. Он провёл за «Грассхоппер» ещё 7 игр, и 20 октября 2000 года стал футболистом «Шеффилд Уэнсдей».
Экоку попал на «Хиллсборо» несколько месяцев спустя вылета из Премьер-лиги, когда «совы» боролись за выживание во втором по силе дивизионе. Семь голов в 32 матчах помогли команде, финишировавшей на 17-м месте. В следующем сезоне ситуация повторилась. Тем не менее, ему не удалось спасти «Шеффилд» в катастрофическом сезоне 2000/03, когда клуб всё-таки попал во Второй дивизион. Вылетев из первой команды на целый год, он на правах свободного агента перешёл в «Брентфорд», который покинул восемь месяцев спустя, так и не сыграв ни одного матча.
Экоку завершил карьеру в ирландском клубе «Дублин Сити» в 2004 году.
В 2012 году был включён в Зал славы «Норвича».